# آن سیمور دیمار
آن سیمور دیمار (به انگلیسی: Anne Seymour Damer) موسوم به کانوی (۸ نوامبر ۱۷۴۸ – ۲۸ مارس ۱۸۲۸) یک مجسمه‌ساز برجسته انگلیسی بود.

## زندگی

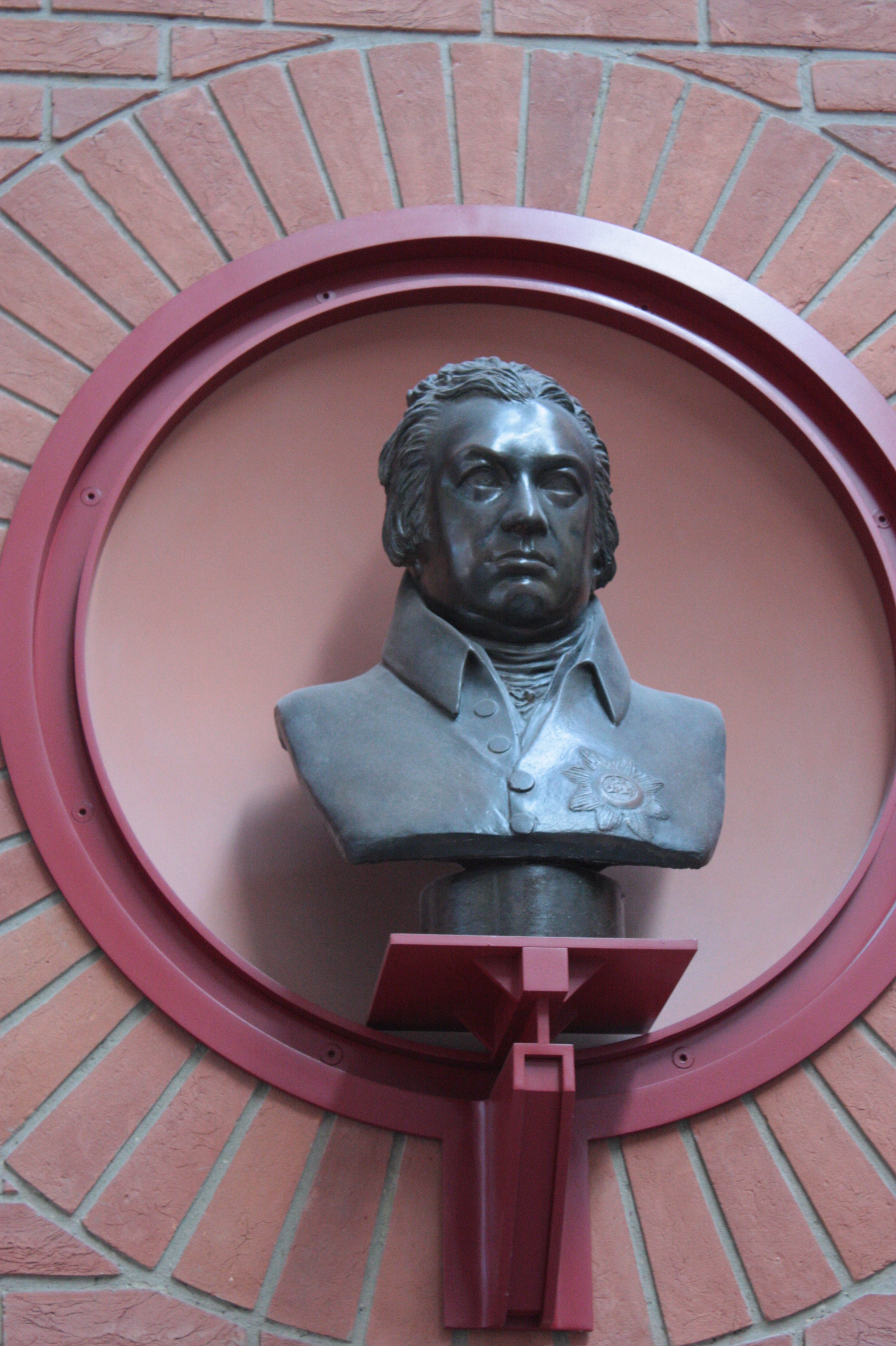
سر جوزف بنکس (آن سیمور دیمار)

آن دیمار در شهر سونوکس در یک خانواده اشرافی متولد شد، او تنها دختر فیلد مارشال هنری سیمور کانوی (۱۷۲۱–۱۷۹۵) و همسرش کارولین بروس کمپبل بانو ایلزبری (۱۷۲۱–۱۸۰۳) بود و در خانه اجدادی خود در پارک پلیس، رمنهم، برکشایر به دنیا آمد.
در سال ۱۷۶۷، با جان دیمار، پسر لرد میلتون، اولین ارل دورچستر، ازدواج کرد. زن و شوهر جوان درآمد سالیانه ۵۰۰۰ پوندی را از لرد میلتون دریافت کردند و ثروت لرد میلتون و هنری کانوی نیز به آن‌ها رسید. زندگی آن‌ها هیچ‌گاه ساکت و آرام نبود. آن‌ها بعد از هفت سال از هم جدا شدند. جان دیمار مردی قمارباز و بی مسئولیت بود و سرانجام بعد از یک شب طولانی در یک فاحشه خانه با شلیک گلوله به سرش، به زندگی خود پایان داد. فعالیت هنری دیمار پس از مرگ شوهرش بیشتر شد.
آن دیمار همیشه به اروپا سفر می‌کرد. در طول یکی از سفرهایش او گرفتار دزدان دریایی شد اما بدون هیچ آسیبی نجات پیدا کرد. او در سفری به فلورانس با هورشیو مان ملاقات کرد و سر ویلیام همیلتون را در ناپل ملاقات کرد، و همان‌جا بود که او را به لرد نلسون معرفی کردند و با هم آشنا شدند. در سال ۱۸۰۲ با امضای پیمان امیان او به همراه یک نویسنده به نام مری بری به پاریس سفر کرد.
از سال ۱۸۱۸ آن دیمار در منطقه تاریخی یورک هاوس، تویینکهام انگلستان زندگی می‌کرد. او در سال ۱۸۲۸ در سن ۷۹ سالگی در خانه اش واقع در شماره ۲۷ خیابان بروک درگذشت. او در کلیسای سانتریج، کنت، همراه با ابزارهای مجسمه‌سازی و پیش بند کارش و سگ مورد علاقه اش به خاک سپرده شد.

## کارها

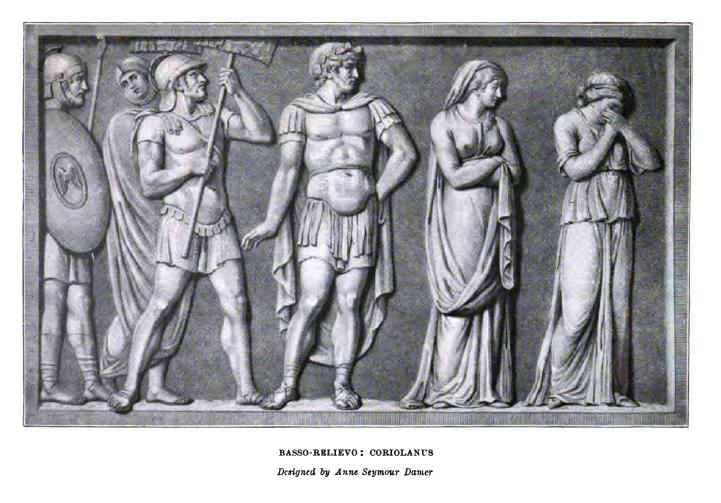
حکاکی از کریولانوس. (۱۷۸۹) یکی از دو نقش برجسته ایجاد شده توسط دیمار برای گالری بویدل شکسپیر

مشوق دیمار برای مجسمه‌سازی دیوید هیوم بود (پدر هیوم در سال‌های ۱۷۶۷–۶۸ وزیر امور خارجه بود) و همین‌طور به تشویق هورس والپول، کسی که سرپرست او در زمانی بود که خانوده دیمار به مسافرت خارج از کشور می‌رفتند. به گفته والپول، اساتید دیمار برای مدل‌سازی، حکاکی و آشنایی با آناتومی به ترتیب، جوزپه کرچی، جان بیکن و ویلیام کومبرلند بودند.
در طول سال‌های ۱۸۱۸–۱۷۸۴ دیمار ۳۲ نمایشگاه در آکادمی سلطنتی هنر برگزار کرد. عمده کارهای او سردیس در سبک نئوکلاسیک، ساخت مجسمه‌های مومی تا کارهای پیچیده‌ای از برنز به رنگ تراکوتا و سنگ مرمر بود. موضوعات کارهای او، عمدتاً از دوستان و همکارانش در حزب ویگ بودند، مثل لیدی ملبورن، نلسون، جوزف بانککس، جورج سوم، مری بری، چارلز جیمز فاکس و همین‌طور خودش. چندین پرتره و سردیس نیز از بازیگرانی مثل سارا سیدون و الیزابت فارن درست کرد.
او مجسمه ای از ایزیس درست کرد که بر روی دو سمت پل رودخانه تیمز در هِنلی‌آن‌تِیمز قرار دارد. البته مدل‌های اصلی در موزه رودخانه قایقرانی در همان نزدیکی قرار دارد. یکی دیگر از مهم‌ترین کارهای او مجسمه ای ده فوتی از اپولون بود که در حال حاضر ویران شده‌است، این مجسمه برای روبروی ساختمان تئاتر سلطنتی ساخته شده بود.

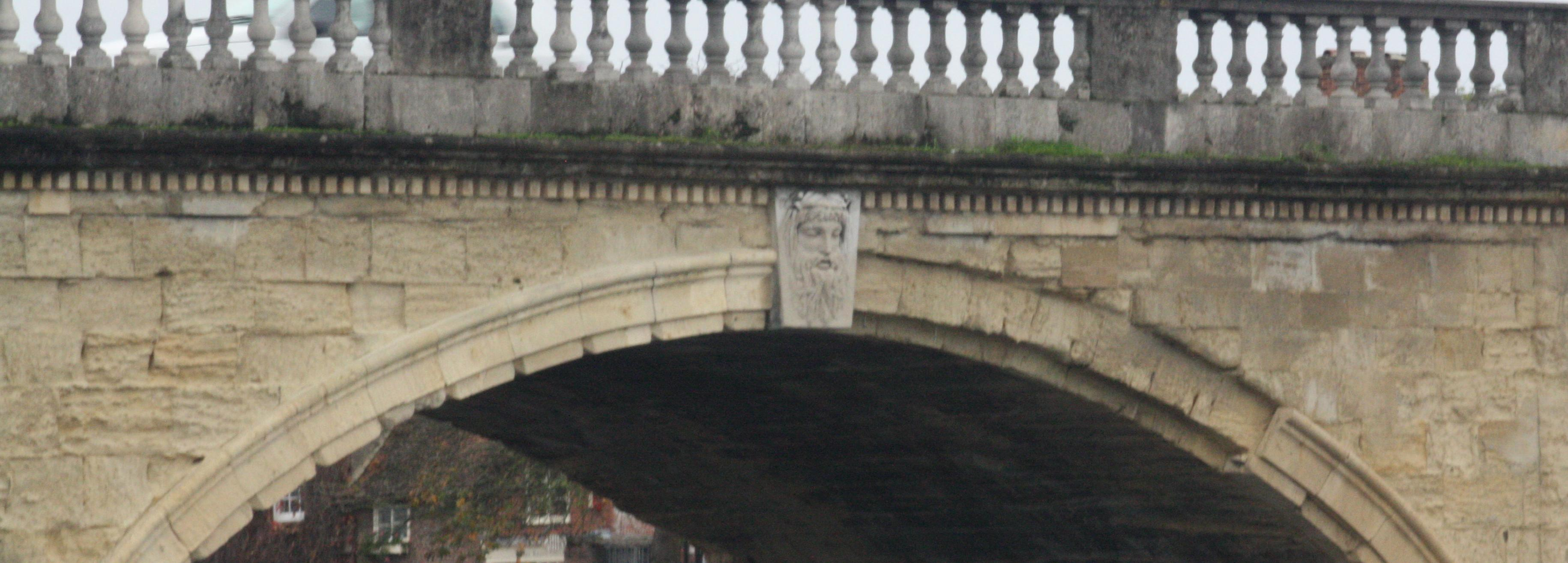
مجسمه ایزیس بر روی رودخانه تیمز، روی سنگ تاج پل هنلی

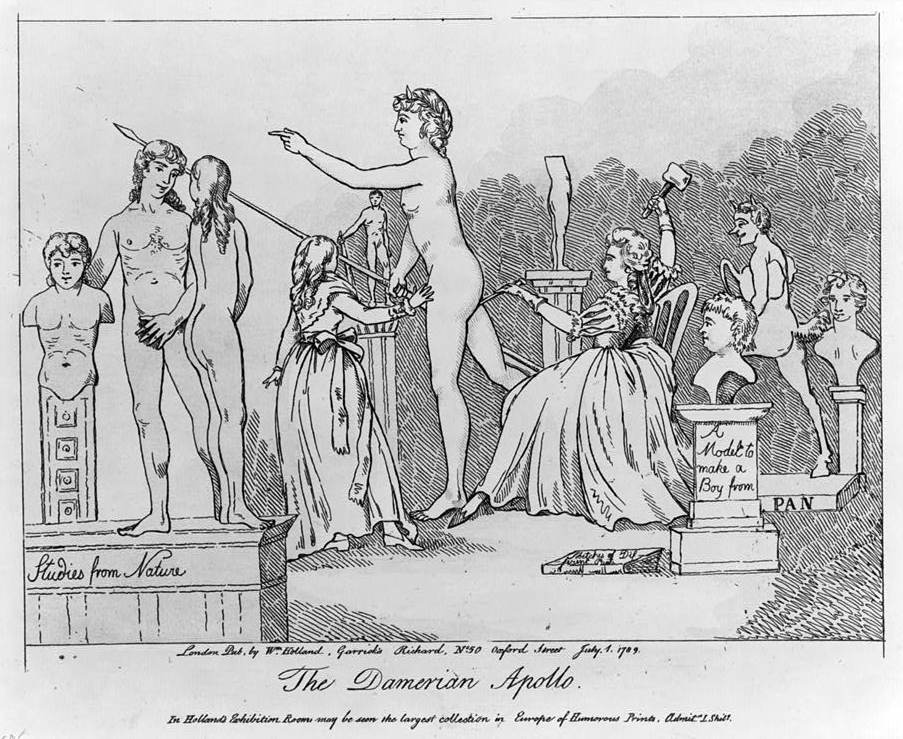
کاریکاتوری که برای تمسخر دیمار کشیده شد (به خاطر رفتار مردانه دیمار) در پشت تصویر، دیمار در حالی نشان داده شده‌است که پتکش را با حالتی مردانه در دست گرفته‌است. (طراحی مجسمه آپولون)

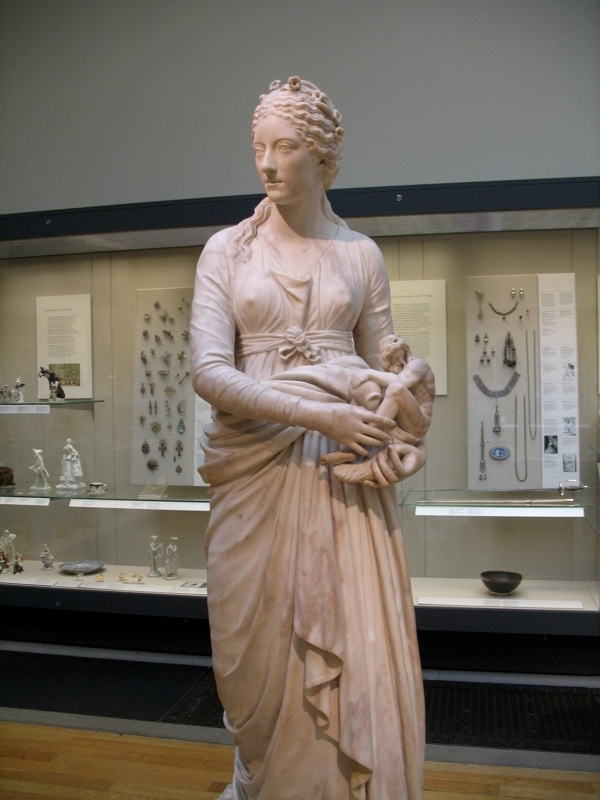
مجسمه از آن سیمور دیمار، توسط جوزپه سراچی

## زندگی شخصی
دوستان دیمار اعضای بانفوذ حزب ویگ و نجیب‌زاده‌ها بودند. سرپرست و دوست او، هورس والپول تأثیر قابل توجهی بر روی او داشت و کمک‌های بسیاری به او کرد. او در محافل ادبی و تئاتر نیز حضوری پر رنگ داشت جایی که دوستانش نیز آنجا بودند؛ مثل جوانا بیلی شاعر و نمایشنامه نویس، مری بری نویسنده و همین‌طور سارا سیدون و الیزابت فرن که بازیگر بودند. او اغلب در مهمانی‌های بالماسکه در پانتنون و نمایشنامه‌های آماتوری در محل زندگی دوک ریچموند کسی که با خواهر ناتنیش ازدواج کرده بود، شرکت می‌کرد.
منابعی وجود دارد که می‌گوید دیمار لزبین بوده و این به خاطر روابط بسیار نزدیکش با مری بری بود. او همچنین مدتی با والپول زندگی کرده‌است. حتی در زمان زندگی مشترکش به خاطر پوشیدن لباسهایی که بیشتر شبیه لباس مردان بود، مانند کت (او عصا به دست می‌گرفت و مانند مردان قدم برمی‌داشت) و ارتباطاتی که با زنان دیگر داشت و خصومت افرادی مانند هستر ترد این شایعات به وجود آمده بود.
در سال ۲۰۰۴ رمانی عاشقانه توسط اما داناهیو دربارهٔ دیمار و الیزابت فرن منتشر شد با نام novel Life Mask